# Oluf Christian Molbech
Oluf Christian Molbech (født 7. december 1860 i Kiel, død 29. december 1927 i Birkerød) var en dansk forfatter.
Han var født i Kiel som søn af Chr. K.F. Molbech og Mathilde Krabbe. Blev 1879 student ved Hauchs Skole, 1880 cand.phil. Bosat i USA 1888–1899. Gift med Aasta Christiane Schack (1872-1939).

## Værker
- Et gjengangerbrev 1881 digt
- General Langbergs hændelser 1902 fortalt i breve fra ham selv